# Bencorejo
Bencorejo is een bestuurslaag in het regentschap Purworejo van de provincie Midden-Java, Indonesië. Bencorejo telt 1012 inwoners (volkstelling 2010).